# Adinandra megaphylla
Adinandra megaphylla är en tvåhjärtbladig växtart som beskrevs av Hu Hsien-Hsu. Adinandra megaphylla ingår i släktet Adinandra och familjen Pentaphylacaceae. Inga underarter finns listade i Catalogue of Life.